# Creacionismo islámico
Las perspectivas islámicas sobre la evolución son diversas, abarcando desde el evolucionismo teísta hasta el creacionismo de la Tierra antigua. Algunos musulmanes en todo el mundo creen que «los humanos y otros seres vivos han evolucionado con el tiempo», mientras que otros creen que «siempre han existido en su forma actual». Algunos musulmanes creen que los procesos de la vida en la Tierra comenzaron desde un único punto de especies con una mezcla de agua y una sustancia viscosa similar al barro. Pensadores musulmanes han propuesto y aceptado elementos de la teoría de la evolución, algunos manteniendo la creencia en la supremacía de Dios en el proceso. Algunos estudiosos sugirieron los musulmanes modernos pueden creer que tanto las narrativas de creación como de evolución, tal como las entiende la ciencia moderna, abordando dos tipos diferentes de verdad, la revelada y la empírica. Otros argumentan que la fe y la ciencia pueden integrarse y complementarse mutuamente.

## Historia

### Perspectiva premoderna
En su obra Kitab al-Hayawan (‘El libro de los animales’), el erudito musulmán del siglo IX al-Jāḥiẓ hace referencia a varias facetas de la selección natural, como la embriología animal, la adaptación y la psicología animal. Una observación notable de al-Jāḥiẓ es que las ratas más fuertes competían mejor por los recursos que las aves pequeñas, una referencia a la teoría moderna de la lucha por la existencia. Al-Jāḥiẓ también escribió descripciones de las cadenas alimentarias.

Los animales se involucran en una lucha por existir, y por recursos, para evitar ser comidos y para reproducirse... Los factores ambientales influyen en los organismos para desarrollar nuevas características que aseguren la supervivencia, transformándolos en nuevas especies. Los animales que sobreviven para reproducirse pueden transmitir sus características exitosas a su descendencia.
Al-Jāḥiẓ, El libro de los animales

En el siglo X en Basora, una enciclopedia islámica titulada Enciclopedia de los hermanos de la pureza, amplió el concepto platónico y aristotélico de la gran cadena del ser al proponer una relación causal que avanza por la cadena como el mecanismo de creación, comenzando con la creación de la materia y su inversión de energía, formando así vapor de agua, que a su vez se convirtió en minerales y vida mineral, el cual ha sido propuesto como el marco evolutivo más antiguo por Muhammad Hamidullah. Sin embargo, el texto de los Hermanos ha sido ampliamente descartado como una lectura de la teoría de la evolución predarwiniana.
Según Sami S. Hawi, el erudito persa del siglo XI Ibn Miskawayh escribió sobre la evolución del hombre en su obra Fawz al-aṣghar.
Jalāl al-Dīn Muḥammad Rūmī (1207-1273), teólogo maturidi (mutakalim), conecta el proceso de evolución y la vida después de la muerte. Él establece una analogía entre el proceso de evolución, empíricamente conocido como la constante emergencia de la vida y su aniquilación, y la idea de la transformación del individuo después de morir, con lo que concluye que existe la vida después de la muerte afirmando su eternidad. Como se desprende de su interpretación de un hadiz (relato islámico), según el cual Adán evolucionó durante un período de 40 días, Rūmī implica que la creación del hombre no fue de una vez, sino un proceso.
El influyente historiador e historiógrafo del siglo XIV Ibn Jaldún escribió en la Muqaddima o Prolegómenos (‘Introducción’) sobre lo que él denominó el «proceso gradual de creación». Algunos de los pensamientos de Ibn Jaldún, según algunos comentaristas, anticipan la teoría biológica de la evolución. Ibn Jaldún afirmó que los humanos se desarrollaron desde «el mundo de los monos», en un proceso por el cual «las especies se vuelven más numerosas». Él creía que los humanos son la forma más evolucionada de animales, en tanto tienen la capacidad de razonar. También afirmó que la Tierra comenzó con componentes abióticos como minerales. Lentamente, se desarrollaron etapas primitivas de plantas como «hierbas y plantas sin semillas» y eventualmente «palmas y vides».
Shoaib Ahmed Malik ha señalado que la teoría de Ibn Jaldún, aunque notable por su aceptación del parentesco entre monos y humanos, debe entenderse en el contexto del concepto de la antigüedad tardía y medieval de la gran cadena del ser. Esta teoría postula una jerarquía vinculada entre todas las entidades en la creación, pero no es propiamente una teoría de evolución. El sistema de la gran cadena del ser implica una similitud gradual entre las diversas escalas de la jerarquía desde minerales hasta plantas, animales, humanos, ángeles y Dios, pero no un proceso temporal en el que una especie se origina de la otra. Aunque según algunas interpretaciones místicas las almas individuales pueden ascender por la escalera para reunirse con lo divino, las especies (o formas sustanciales, en el lenguaje de la ontología aristotélica y neoplatónica) son eternas y fijas.
Malik también señala que la Muqadimma a menudo se cita sin tener en cuenta el contexto adecuado. Una cita ampliamente mencionada se toma de una sección llamada «El verdadero significado de la profecía» que argumenta que los profetas ocupan un lugar en la gran cadena del ser justo debajo de los ángeles. En la opinión de Ibn Jaldún, esto explica porqué los profetas, de forma individual, pueden ascender temporalmente al rango de ángeles y compartir con ellos el conocimiento de lo divino, que luego pueden llevar a la humanidad en forma de revelación. Según Malik, las interpretaciones que ven en esto una forma temprana de la teoría de la evolución científica deben explicar cómo encajan los ángeles, los profetas y el ascenso del alma en esa teoría.

### Perspectivas modernas

#### SiglosXIXyXX
La evolución era un hecho aceptado entre algunos círculos académicos islámicos. En su libro de 1874 titulado Historia de los conflictos entre la religión y la ciencia, John William Draper, científico y contemporáneo de Charles Darwin, criticó a la Iglesia católica por su desaprobación de «la teoría mahometana de la evolución del hombre desde formas inferiores, o su desarrollo gradual hasta su condición actual en el largo plazo de tiempo». Sin embargo, el libro de Draper ha sido criticado por estudiosos más recientes por carecer de precisión histórica.
En el siglo XIX, un pensador del renacimiento islámico, Jamal-al-Din al-Afghānī estuvo de acuerdo con Darwin en que la un ser vivo competirá con otro para tener éxito. También creía que había competencia en el ámbito de las ideas similar a la de la naturaleza. Sin embargo, creía explícitamente que la vida misma fue creada por Dios; Darwin no discutió el origen de la vida, diciendo solo que «Probablemente todos los seres orgánicos que han vivido en esta tierra han descendido de alguna forma primordial, en la que la vida fue insuflada por primera vez».
Un contemporáneo de al-Afghānī, el estudioso suní otomano-libanés Hussein al-Jisr, declaró que no hay contradicción entre la evolución y las escrituras islámicas. Afirmó que «no hay evidencia en el Corán que sugiera si todas las especies, cada una de las cuales existe por la gracia de Dios, fueron creadas de una vez o gradualmente» y se refirió a la historia de la creación mencionada en Sūrat al-Anbiyā.
El intelectual otomano tardío Ismail Fennî, aunque personalmente rechazaba el darwinismo, insistió en que debería enseñarse en las escuelas ya que incluso las teorías falsas contribuían a la mejora de la ciencia. Sostenía que las interpretaciones del Corán podrían requerir enmiendas si el darwinismo al final se demostrara verdadero.
En la Turquía kemalista, importantes estudiosos se esforzaron por acomodar la teoría de la evolución en las escrituras islámicas durante las primeras décadas de la República de Turquía; su enfoque de la teoría defendía la creencia islámica frente a las teorías científicas de su tiempo. Por otro lado, el gobierno de Arabia Saudita comenzó a financiar y promover la negación de la evolución en la década de 1970 de acuerdo con su interpretación salafista wahabí del islam. Esta postura recibió críticas de los gobiernos y académicos de países musulmanes principales como Turquía, Pakistán, Líbano, e Irán, donde inicialmente se enseñaba y promovía la evolución.

#### SigloXXI
En la era contemporánea, existe una minoría significativa de musulmanes que apoyan la evolución, pero ésta no es aceptada por la corriente principal de estudiosos del mundo musulmán poscolonial.
Aunque los conceptos evolutivos, incluida la selección natural, se presentan en los planes de estudio en muchos países musulmanes, la discusión explícita de la evolución humana a menudo está ausente. Sin embargo, con la excepción de Pakistán, las referencias religiosas no son comunes en los planes de estudio de ciencias evolutivas.

Khalid Anees, de la Sociedad Islámica de Gran Bretaña, discutió la relación entre el islam y la evolución en 2004:
El islam también tiene su propia escuela de creacionismo evolutivo/evolucionismo teísta, que sostiene que el análisis científico convencional del origen del universo está respaldado por el Corán. Muchos musulmanes creen en el creacionismo evolutivo, especialmente entre los musulmanes suníes y chiíes y los movimientos liberales dentro del islam. Entre los estudiosos del islam, İbrahim Hakkı Erzurumi, que vivió en Erzurum (entonces Imperio Otomano, ahora República de Turquía) en el siglo XVIII, es famoso por afirmar que «entre plantas y animales está la esponja, y, entre animales y humanos está el mono».
Los estudiosos islámicos contemporáneos Ghulam Ahmed Pervez, Edip Yüksel, y T. O. Shanavas en su libro, Islamic Theory of Evolution: the Missing Link between Darwin and the Origin of Species, dicen que no hay contradicción entre la teoría científica de la evolución y las numerosas referencias del Corán a la emergencia de la vida en el universo.
Mientras que los estudiosos musulmanes rechazan el creacionismo de la Tierra joven y afirman que la historia de la creación en el libro del Génesis fue corrompida, recientemente ha surgido un movimiento en algunos países musulmanes que promueve temas característicos de los creacionistas cristianos. Esta postura ha recibido críticas, debido a afirmaciones de que el Corán y la Biblia son incompatibles.
Según el periódico The Guardian, algunos estudiantes musulmanes británicos han distribuido folletos en el campus, abogando contra la teoría de la evolución de Darwin. En una conferencia en el Reino Unido en enero de 2004, titulada Creationism: Science and Faith in Schools, «Dr. Khalid Anees, de la Sociedad Islámica de Gran Bretaña, afirmó que “los musulmanes interpretan el mundo tanto a través del Corán como de lo que es tangible y visto. No hay contradicción entre lo que se revela en el Corán y la selección natural y la supervivencia del más apto”».
Adnan Oktar, también conocido por su seudónimo Harun Yahya, es un defensor musulmán contra la teoría de la evolución. Ha sido referido como un charlatán por una declaración conjunta de estudiosos musulmanes y su representante en una conferencia sobre islam y evolución en enero de 2013 fue ridiculizado durante y después de esta. La mayor parte de la información de Yahya proviene del Instituto para la Investigación de la Creación y el movimiento del diseño inteligente en los Estados Unidos. Oktar utiliza ampliamente internet para promover sus ideas.
Maurice Bucaille, famoso en el mundo musulmán por su comentario sobre el Corán y la ciencia, intentó reconciliar la evolución con el Corán aceptando la evolución animal hasta las especies de homínidos tempranos y luego postulando una evolución de homínidos separada que lleva a los humanos modernos. Sin embargo, estas ideas difieren de la teoría de la evolución aceptada por los biólogos.
Zakir Naik, un predicador contemporáneo del islam y defensor del creacionismo, rechaza la evolución basándose en que es solo una teoría y no un hecho probado. Hosein Nasr, un destacado erudito religioso iraní, también apoya el creacionismo y rechaza la evolución por el «mecanismo de azar incrustado en el proceso», las inconsistencias presentes en ella y por las enmiendas que la teoría ha experimentado desde su inicio; esta opinión es igualmente sostenida por un antiguo alumno de Nasr, Osman Bakar.
El erudito moderno Usaama al-Azami argumentó posteriormente que las narrativas de creación de las escrituras y la evolución, tal como la entiende la ciencia moderna, pueden ser creídas por los musulmanes modernos como abordando dos tipos diferentes de verdad, la revelada y la empírica.
Otro erudito, Muneer Al-Ali, argumenta que la fe y la ciencia pueden integrarse y complementarse mutuamente para explicar la complejidad y los misterios de la existencia.
Un artículo de investigación publicado en 2016 por el Instituto Yaqeen para la Investigación Islámica escribió que no hay consenso entre los estudiosos sobre cómo responder a la teoría de la evolución y no está claro si están siquiera calificados científicamente para dar una respuesta.
En 2017, Turquía anunció planes para terminar con la enseñanza de la evolución antes del nivel universitario, con el gobierno afirmando que es un tema demasiado complicado y controvertido para ser entendido por mentes jóvenes.

##### Excepcionalismo humano y adámico
Nuh Ha Mem Keller, un erudito del islam, es un defensor de la visión del excepcionalismo humano de la evolución; cree que la evolución es posible solo para especies no humanas y que los humanos no pueden ser vistos a través de la lente de la evolución debido a que el hombre fue creado por Alá con una consideración especial que lo separa del camino evolutivo que atraviesan otros seres vivos.
El erudito contemporáneo Yasir Qadhi cree de manera similar que la idea de que los humanos evolucionaron está en contra del Corán, pero dice que Dios pudo haber colocado a la humanidad perfectamente en un patrón evolutivo para dar la apariencia de la evolución humana.
Rana Dajani, una profesora universitaria que enseña evolución en Jordania, escribió que casi todos sus estudiantes tienden a ser hostiles hacia la idea de la evolución al comienzo de la clase, pero al final de la clase, la mayoría acepta la idea de la evolución, excepto cuando se trata de humanos.
David Solomon Jalajel, un autor islámico, proclama una visión de excepcionalismo adámico de la evolución que fomenta el uso teológico del tawaqquf; un tawaqquf es no argumentar a favor ni en contra de un asunto sobre el cual las escrituras no poseen declaraciones. Con el tawaqquf, Jalajel cree que la creación de Adán no necesariamente señala el comienzo de la humanidad, ya que el Corán no hace ninguna declaración sobre si había o no seres humanos en la Tierra antes de que Adán descendiera. Como resultado, Jalajel invoca el tawaqquf que insinúa que es posible que los humanos existieran o no antes de la aparición de Adán en la Tierra, con cualquiera de las creencias siendo posible debido al Corán y que es posible que un entremezclamiento de los descendientes de Adán y otros humanos ocurriera o no. Por lo tanto, la existencia de Adán es un milagro, ya que el Corán lo declara directamente, pero no afirma que no había humanos que pudieran haber existido en el momento de la aparición de Adán en la Tierra y que podrían haber surgido como resultado de la evolución. Este punto de vista está en contraste con el creacionismo y el excepcionalismo humano, declarando en última instancia que la evolución podría ser vista sin conflicto con el islam y que los musulmanes podrían aceptar o rechazar «la evolución humana en sus méritos científicos sin referencia a la historia de Adán».

## Estadísticas
Un estudio del 2000 realizado por un investigador de la Universidad de Oklahoma encontró que el 19 % de los participantes creían que los principios del islam no estaban en desacuerdo con la teoría de la evolución de Darwin, mientras que el 81 % creía que había algún tipo de conflicto entre el islam y el darwinismo. Uno de los participantes, un maestro islámico, se opuso a la teoría de la evolución, aunque estaba dispuesto a aceptar ciertos aspectos que proponía. Los participantes que creían que no había conflicto entre el islam y la teoría de la evolución de Darwin estaban divididos en cuanto a la posible relación entre primates y humanos, con solo el 6 % de los participantes sin problemas con la afirmación.
Según un informe de 2008, la biología evolutiva estaba incluida en los planes de estudio de secundaria de la mayoría de los países musulmanes. Las fundaciones científicas de 14 países musulmanes, incluidos Pakistán, Irán, Turquía, Indonesia y Egipto firmaron recientemente una declaración del Panel Interacadémico (IAP; Interacademy Panel, una red global de academias científicas) en apoyo a la enseñanza de la evolución, incluida la evolución humana.
Una encuesta de 2009 realizada por investigadores de McGill y sus colaboradores internacionales encontró que el 85 % de los estudiantes de secundaria indonesios y el 86 % de los estudiantes de secundaria paquistaníes estuvieron de acuerdo con la afirmación: «Millones de fósiles muestran que la vida ha existido durante miles de millones de años y ha cambiado con el tiempo». Sin embargo, en Indonesia, el creacionismo es común entre los residentes mayores, incluso entre los profesores de biología y los profesores de educación en biología.
Según un estudio de Pew de 2013, la cantidad de musulmanes que apoyan la evolución parecen estar aumentando lentamente pero de manera constante. Por ejemplo, una gran mayoría de personas aceptan la evolución humana en Kazajistán (79 %) y Líbano (78 %), pero relativamente pocos en Afganistán (26 %) y Irak (27 %), con la mayoría de los otros países islámicos en algún punto intermedio.

## Perspectivas de Ahmadía de la evolución
La perspectiva de la evolución de la Comunidad Ahmadía es de aceptación universal, aunque diseñada divinamente. El movimiento promueve activamente una evolución dirigida por Dios. A lo largo de varias décadas, el movimiento emitió varias publicaciones en apoyo de los conceptos científicos detrás de la evolución.

## Enseñanza de la evolución
Según Rana Dajani, adoptar nuevas formas de pensar para perseguir el conocimiento es un principio fundamental del islam. En su opinión, la interpretación del Corán, siendo un proceso fluido y continuo de ejercicio humano, siempre puede ser revisada para aclarar contradicciones en caso de que surjan durante las búsquedas del conocimiento científico. Según Dajani, la interacción con la modernización y la globalización ha importado algunas actitudes hostiles problemáticas hacia la ciencia, como el rechazo de la teoría de la evolución, en las sociedades musulmanas. También expresa que las actitudes negativas de los musulmanes hacia la evolución surgieron después del siglo XX, asociando a Darwin con el colonialismo occidental, el materialismo y el racismo, pero en realidad, teorías rudimentarias de la evolución fueron propuestas por estudiosos musulmanes desde el siglo IX hasta la década de 1880.
Dajani expresa que mientras algunos estudiantes musulmanes piensan que aceptar la teoría de la evolución significa negar la existencia de Dios, no tiene por qué ser así; más bien, después de la iniciación de Dios, el universo puede evolucionar según los principios de la ciencia y la lógica. Asimismo, afirma que usualmente una explicación detallada de la evolución natural de las plantas, la cría artificial, la resistencia a los antibióticos, el desarrollo de medicinas y vacunas modernas, ayuda a los estudiantes musulmanes a aceptar la evolución, aunque aún persisten algunas reservas en aceptar la evolución humana; en este sentido, señala que los musulmanes son advertidos contra la arrogancia y necesitan entender que los humanos son parte del resto de la creación.
Por otra parte, Dajani opina que como científico, Charles Darwin contribuyó al entendimiento humano de la aparición y diversificación de la vida en la Tierra y que la evolución es el mecanismo correcto para explicar la diversidad y el desarrollo de las especies. Además, sostiene que la discusión del tema controvertido de la evolución ayuda a los estudiantes musulmanes a evitar la aceptación ciega del statu quo y a cuestionar incluso otros aspectos de sus vidas.